# Витовский, Осип Петрович
Осип (Иосиф) Петрович Витовский (1796—1848) — генерал-майор, участник Кавказской войны
Родился в 1796 году, происходил из дворян Витебской губернии. В 1812 году поступил кадетом в Дворянский полк, в 1813 году произведён в вахмистры с переводом в Дворянский артиллерийский дивизион.
По окончании образования в 1814 году был выпущен из Дворянского полка корнетом в Орденский кирасирский полк и в следующем году принял участие в походе во Францию.
Произведённый в 1818 году в поручики, Витовский в 1819 году был уволен из военной службы по домашним обстоятельствам, однако через год вновь вернулся к строевой службе и был зачислен в 4-й Бугский (впоследствии Ольвиопольский уланский) полк. В 1822 году Витовский был произведён в штабс-ротмистры и в 1827 году переведён в Одесский уланский полк, в рядах которого принял участие в военных действиях против турок на Балканах. За отличие в сражении под Браиловым был произведён в ротмистры и в том же году за взятие Базарджика и Варны получил чин майора. В 1829 году Витовский отличился в битве при Кулевчи, за что был произведён в подполковники.
В 1831 году Витовский был переведён в Вознесенский уланский полк и назначен командиром поселёнными и резервными эскадронами, но эту должность занимал недолго, поскольку в том же году был командирован в Образцовый кавалерийский полк. В 1835 году он был прикомандирован к лейб-гвардии Гродненскому гусарскому полку и в том же году к лейб-гвардии Гусарскому полку, в 1835 году вновь оказался в командировке в Образцовом кавалерийском полку.
В 1836 году Витовский был произведён в полковники и назначен командиром Павлоградского гусарского полка, в 1840 году перемещён на ту же должность в Харьковский уланский полк. Через два года он был переведён в гусарский короля Нидерландского полк, а ещё через год прикомандирован к гусарскому принца Фридриха Гессен-Кассельского полку.
В конце 1843 года Витовский был назначен состоять по кавалерии при Кавказском линейном казачьем войске и в этом качестве принимал участие в кампании 1844 года в Чечне и Дагестане и в Даргинском походе 1845 года, в котором во время движения главного действующего отряда к позиции у аула Шаухал-Берды был тяжело ранен пулей в правую руку с перебитием кости ниже плеча.
По окончании экспедиции в Дарго Витовский был произведён в генерал-майоры и назначен командиром 2-й бригады 20-й пехотной дивизии, командовал войсками на Кумыкской равнине. В 1846 году за отличия против горцев награждён орденом св. Станислава 1-й степени с мечами.
Скончался Витовский в 1848 году в укреплении Ташкичу в Дагестане.
Среди прочих наград Витовский имел орден св. Георгия 4-й степени, пожалованный ему 1 декабря 1838 года за беспорочную выслугу 25 лет в офицерских чинах (№ 5694 по кавалерскому списку Григоровича — Степанова).